# Máy bay ném bom hạng nặng

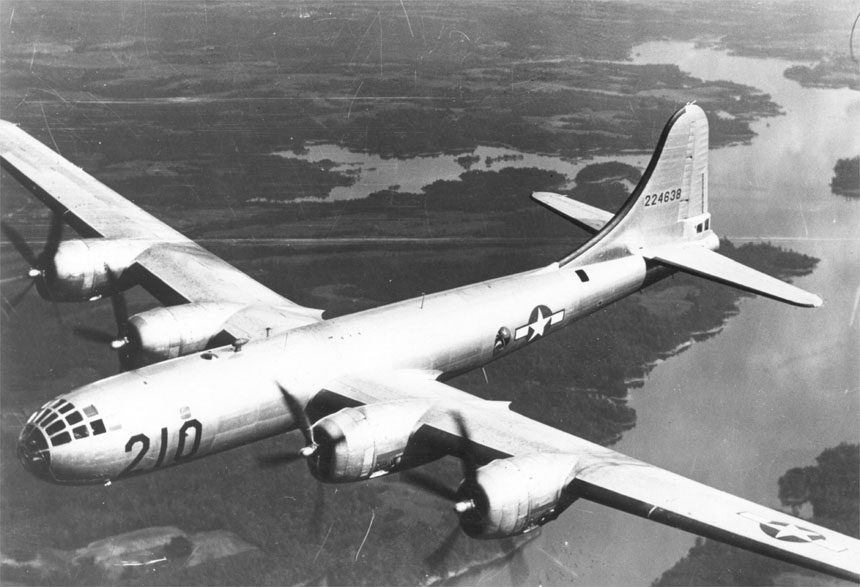
B-29 Superfortress

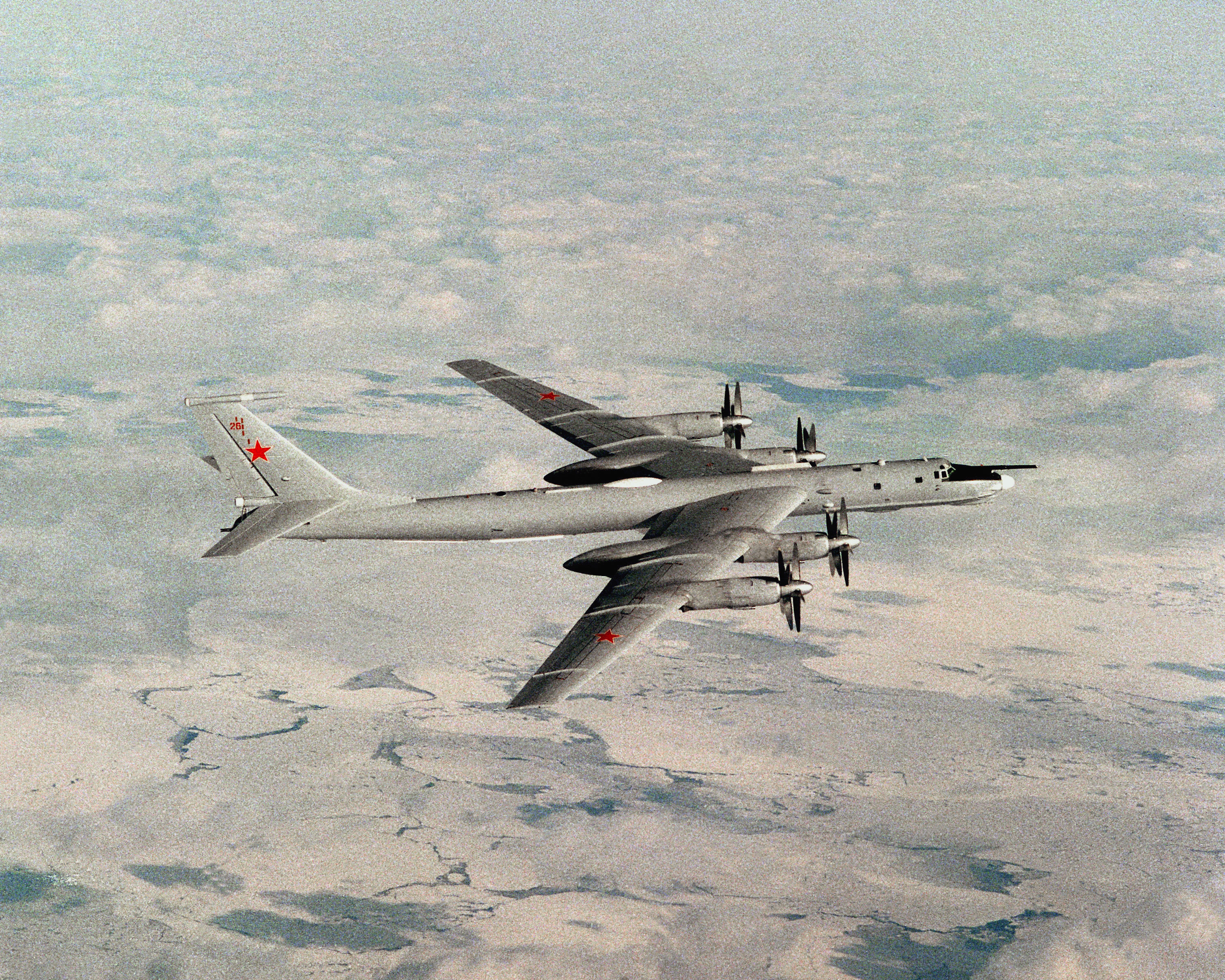
Tupolev Tu-95

Máy bay ném bom hạng nặng là một loại máy bay ném bom quân sự có kích thước lớn, mang được nhiều bom và tầm bay xa. Thuật ngữ này được sử dụng chủ yếu trước và trong thời gian xảy ra Chiến tranh Thế giới II, khi mà động cơ khỏe vẫn còn khan hiếm và các thiết kế phải cực kỳ cẩn thận để thực hiện các nhiệm vụ của họ do sử dụng động cơ yếu. Máy bay ném bom hạng nặng nói chung được xem là bất kỳ thiết kế nào có thể mang được 8.000 lb (4 tấn) bom trở lên với quãng đường bay lớn, trong khi máy bay ném bom hạng trung chỉ mang từ 4.000 đến 8.000 lb (2 đến 4 tấn) bom, máy bay ném bom hạng nhẹ chỉ mang được 2.000 lb (1 tấn) bom. Những sự phân biệt này đã mất đi vào giữa Thế chiến II.
Những máy bay ném bom hạng nặng thường được trang bị hệ thống vũ khí phòng thủ hạng nặng, với trên 10 súng máy hoặc pháo trong những vị trí khác nhau để có góc bắn thuận lợi nhất. Những vị trí cho những khẩu súng này bao gồm tháp đuôi, các ô ở hai bên mạn máy bay (thường là một ô cửa sổ đơn với một khẩu cỡ 50 và giá đỡ), các tháp trên lưng (đỉnh của máy bay), và dưới thân máy bay (bụng máy bay), thường là các tháp súng hình cầu. Tất cả những súng máy được dùng để bảo vệ máy bay ném bom hạng nặng, giúp máy bay tự bảo vệ mình tốt hơn khi máy bay đã vượt quá tầm bảo vệ của máy bay tiêm kích hộ tống. Những tháp súng hình cầu có người điều khiển ở vị trí thấp trên máy bay ném bom B-17 và B-24 đã được cải tiến chuyển lên trên so với trước đây là ở dưới bụng máy bay; tháp súng có thể quay được 360° với góc nâng là 90°, tầm bắn hiệu quả là trong 1000 yard.
Sau chiến tranh thế giới II, thuật ngữ này được sử dụng giới hạn để miêu tả những máy bay ném bom dành cho vai trò chiến lược, nhưng chăng bao lâu sau nó đã được sử dụng để chỉ những máy bay ném bom chiến lược, trong khi những thiết kế khác trở thành máy bay ném bom chiến thuật. Tính hữu dụng chung của máy bay ném bom hạng nặng đã bị giảm sút đáng kể khi người ta đưa vào sử dụng những vũ khí chính xác cao (hay "bom thông minh"), nhưng B-52, Tu-95, Tu-160 vẫn tiếp tục được sử dụng trong vai trò máy bay ném bom hạng nặng để tấn công những mục tiêu đồ sộ. Những máy bay ném bom hạng nặng ngày nay cũng được trang bị tên lửa mang đầu đạn hạt nhân, như ALCM/CALCM.

## Danh sách máy bay ném bom hạng nặng

### Thế chiến thứ nhất
- AEG G.I, II, III, IV, V, R.I
- Airco DH.10 Amiens
- Albatros G.I, II, III
- Blériot 73
- Caproni Ca.1,  Ca.3 Ca.4, Ca.5
- Caudron R.11
- Farman F.50

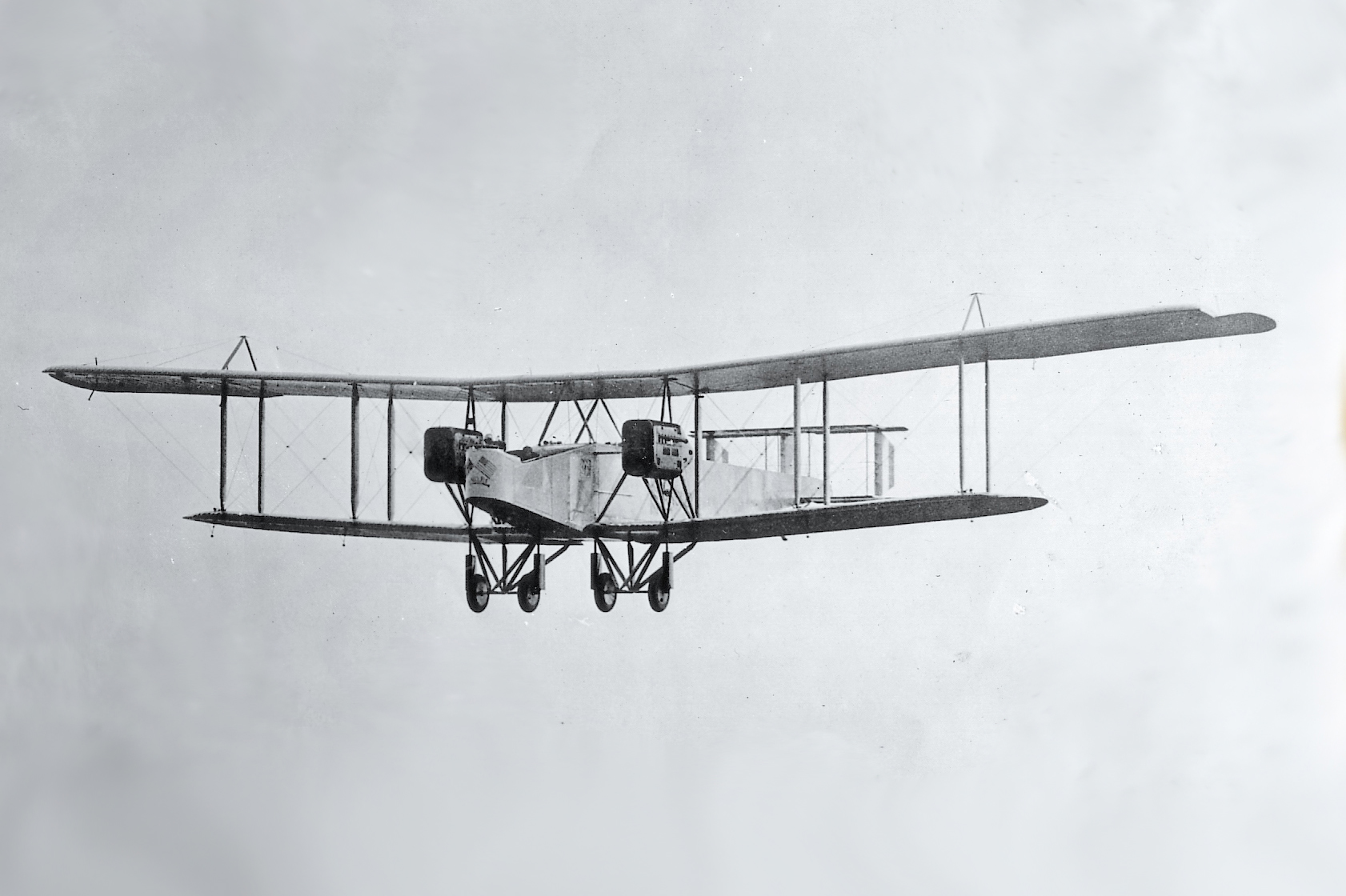
Handley O/400

- Friedrichshafen G.II,  G.III, G.IV
- Gotha G.I, G.II, G.III, G.IV G.V
- Handley Page Type O/100 & O/400
- Handley Page V/1500
- Letord Let.3 6 & 7
- Martin MB-1
- Rumpler G.I, G.II & G.III
- Short Bomber
- Sikorsky Ilya Muromets
- Vickers Vimy
- Zeppelin-Staaken R.VI
- Zeppelin-Staaken R.XV
- Zeppelin-Staaken R.XVI

### Giữa hai thế chiến

Boeing B-17 Flying Fortress

- Armstrong Whitworth Whitley
- Avro 549 Aldershot
- Avro Manchester
- Blériot 127
- Boeing B-17 Flying Fortress
- Bréguet 410
- Bristol Bombay
- Curtiss B-2 Condor
- Dornier Do 11
- Douglas Y1B-7
- Douglas B-18 Bolo
- Farman BN.4
- Farman F.60 Goliath
- Farman F.120
- Farman F.220
- Fokker XB-8
- Friedrichshafen G.V
- Handley Page H.P.54 Harrow
- Handley Page Heyford
- Handley Page Hinaidi
- Handley Page Hyderabad
- Lioré et Olivier LeO 20
- Martin NBS-1/MB-2
- Mitsubishi Ki-20
- Mitsubishi Ki-21
- Petlyakov Pe-8
- Tupolev TB-1
- Tupolev TB-3
- Vickers Virginia

### Thế chiến thứ hai

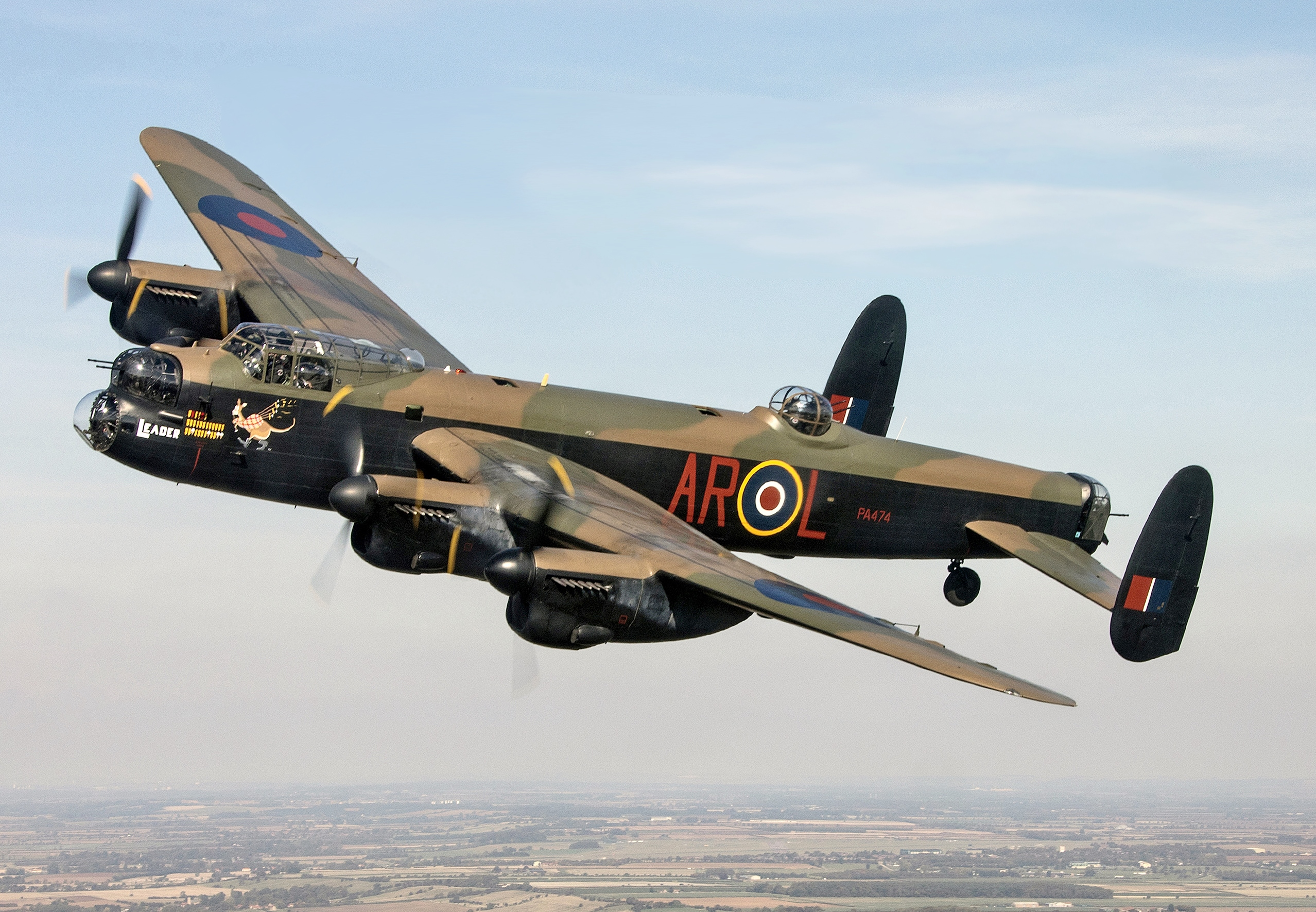
Avro Lancaster trong chuyến bay tưởng niệm Trận chiến nước Anh

- Avro Lancaster
- Avro Lincoln
- Consolidated B-24 Liberator
- Boeing B-29 Superfortress
- Consolidated B-32 Dominator
- Handley Page Halifax
- Heinkel He 177
- Mitsubishi Ki-67
- Piaggio P.108
- Savoia-Marchetti SM.82
- Short Stirling
- Vickers Warwick

### Sau Thế chiến thứ hai

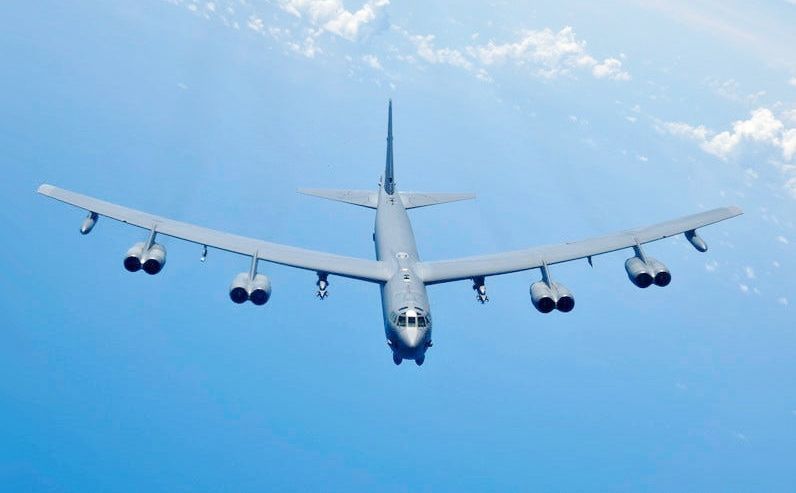
Boeing B-52 Stratofortress của Không quân Mỹ

- Avro Vulcan
- Boeing B-47 Stratojet
- Boeing B-50 Superfortress
- Boeing B-52 Stratofortress
- Convair B-36 Peacemaker
- Convair B-58 Hustler
- Handley Page Victor
- Myasishchev M-4
- Northrop Grumman B-2 Spirit
- Northrop Grumman B-21 Raider
- Rockwell B-1 Lancer
- Short Sperrin
- Sukhoi T-4
- Tupolev Tu-16
- Tupolev Tu-22M
- Tupolev Tu-95
- Tupolev Tu-160
- Vickers Valiant
- Xian H-6